# Assedio di Brescia (1311)
(Dino Compagni riferendosi all'imperatore Enrico VII di Lussemburgo, Cronica, XXIX, 158, p. 129)
L'assedio di Brescia del 1311 fu un evento militare allestito e voluto da Enrico VII di Lussemburgo, imperatore del Sacro Romano Impero, ai danni della città di Brescia.
L'assedio rientra nel più ampio quadro della discesa in Italia dello stesso imperatore, la cosiddetta Italienzug, promossa al fine di ottenere la fedeltà dei riottosi comuni dell'Italia settentrionale e l'incoronazione ufficiale a Roma da parte dell'allora papa Clemente V.

## Premesse

### Contesto storico
La vicenda del violento e duro assedio della città va inquadrata nel ben più ampio scenario della tentata sottomissione, fortemente voluta dall'imperatore Enrico VII, dei comuni dell'Italia settentrionale: formatesi infatti molte realtà indipendenti, capeggiate o da guelfi o da ghibellini in continuo conflitto tra loro, il sovrano germanico richiamò le città italiane a ritornare sotto l'autorità più legittima e adatta al comando, ossia quella dell'impero.
In ogni caso, dopo essere stato incoronato re d'Italia a Milano con la corona ferrea, la sua influenza sulle città italiane si rivelò in alcuni casi consolidata, in altri no: per esempio la stessa città di Cremona, tra le altre, si oppose al consolidamento dell'autorità imperiale, ottenendo di tutta risposta la severa punizione di Enrico: l'imperatore, infatti, volse la testa del proprio esercito sulla città lombarda cingendola d'assedio e, dopo averne ottenuto la resa, ne fece radere al suolo le torri e la cinta muraria.
A quel punto, dunque, l'imperatore concentrò tutte le proprie energie ed attenzioni nei confronti della città Brescia, altra realtà che si era ribellata all'autorità imperiale e che Enrico contava di sottomettere in breve tempo, tramite un rapido quanto efficace assedio.

### Brescia nelle fonti coeve

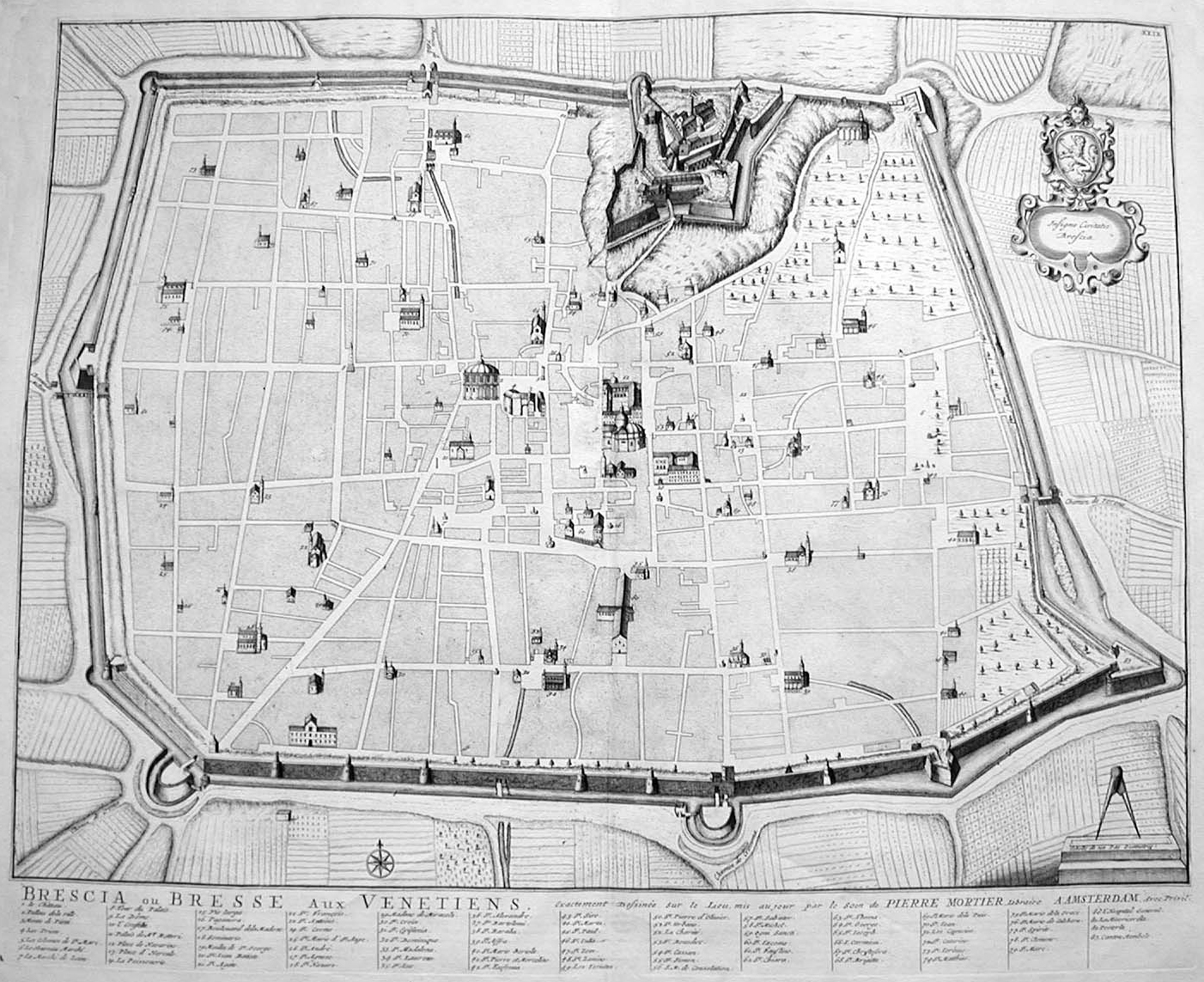
Una veduta d'insieme della città di Brescia in una miniatura di inizio '700, con la cinta muraria ampliata nella metà del XIII secolo da Alberico da Gambara

Le cronache dell'epoca, in generale, tralasciano di riportare quelle che sarebbero le vicende dell'assedio nella loro interezza. Piuttosto, gli eventi maggiormente trattati, e quindi menzionati in maniera esaustiva, risultano essere quelli cruciali: nella fattispecie, l'efferata uccisione di Tebaldo Brusato, allora a capo della città bresciana, e l'altrettanto eclatante morte di Valerano di Lussemburgo, amato fratello dell'imperatore Enrico. Anche nella narrazione di questi due eventi, estremamente importanti per entrambe le fazioni coinvolte, si possono riscontrare diversi ed opposti approcci nella trattazione delle vicende, a seconda che si prenda in esame l'una o l'altra cronaca, sia italiana che straniera.
Alcune fonti, tanto per cominciare, tacciono nel presentare o quantomeno accennare alla situazione della città di Brescia; in altri casi, invece, si descrive minuziosamente la città e la sua posizione, come nel caso del Chronicon Aulae Regiae:
(Ibidem, p. 191)
Anche lo stesso Dino Compagni, del resto, accenna nella propria Cronica alla situazione della città e così afferma:
(Dino Compagni, ibidem, XXIX, 161, p. 130)

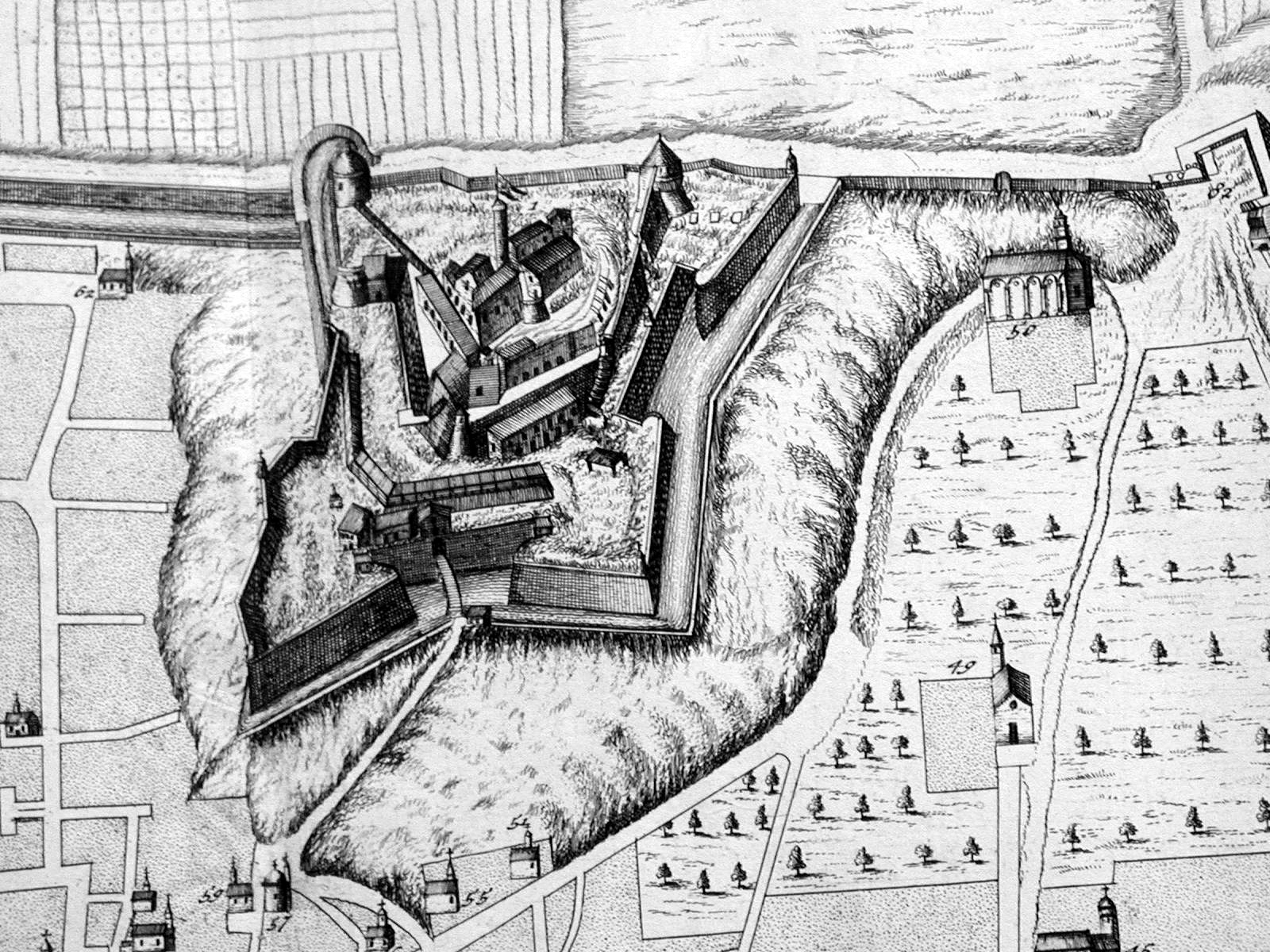
Il castello di Brescia, arroccato sul Cidneo, raffigurato in una miniatura settecentesca di Pierre Mortier.

Il Compagni fa appunto riferimento alla cerchia muraria della città, il cui percorso culminava a nord con l'imponente fortezza del castello di Brescia, posto strategicamente sulla sommità del colle Cidneo. Allo stesso modo anche la cosiddetta Chronique métrique, scritta da tale Godefroy da Parigi, offre un'interessante presentazione della città lombarda:
Ne a destre ne a senestre, 

Enging rüer ne de riens terre, 

Ne por assaut gueres meffere.»
(Godefroy da Parigi, Chronique Métrique, vv. 3949-3952)
A tal proposito, anche un'altra fonte di parte francese, la cosiddetta Chroniques de saint Denis (depuis l'an 1285 jusqu'en 1328), riporta una sommaria descrizione della città bresciana, «laquelle estoit moult fort». Essa era così descritta, probabilmente, per via delle sue solide fortificazioni e «par especial les portes de la cité, qui estoient moult nobles».
La fama della città lombarda, dunque, era diffusa anche oltralpe e senza dubbio nota anche a cronisti non italiani. Si ricordi, in tal senso, anche il difficoltoso assedio organizzato quasi un secolo prima da Federico II di Svevia; il sovrano tedesco infatti, dopo due mesi di infruttuosa campagna militare contro Brescia, fu costretto a cessare ogni iniziativa bellica ed a muovere il proprio esercito altrove.

## I preparativi dell'assedio

### L'esercito imperiale

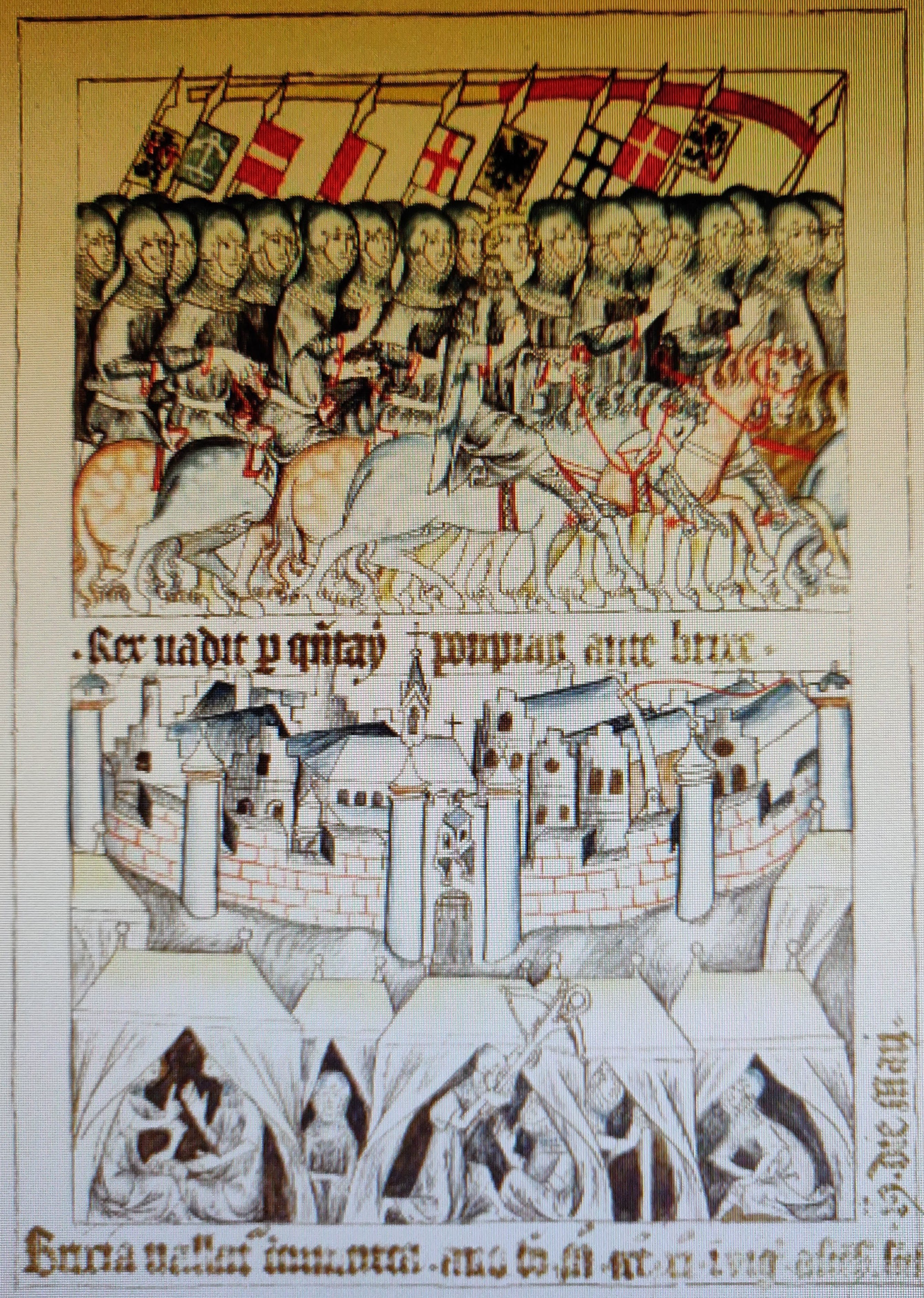
Una miniatura del codex che raffigura l'arrivo dell'esercito dell'imperatore Enrico a Brescia e l'accampamento nei pressi della città

Benché ciascuno con differente approccio nel narrare l'andamento delle vicende bresciane, i cronisti boemi descrivono all'unanimità la violenza degli scontri che si intrattenevano in vicinanza delle mura e dei fossati, con il lancio di frecce, sassi ed oggetti contundenti di ogni tipo da parte degli stessi assediati bresciani; sempre in questo contesto cronistico e narrativo, la morte di Valerano viene descritta accuratamente e con ricchezza di particolari. L'esercito di Enrico, in ogni caso, si era perlopiù accampato in quello che Giacomo Malvezzi, cronista bresciano, definisce "il Prato del Vescovo"; nondimeno, l'imperatore comandò che fossero comunque allestiti, lungo tutta la cerchia di mura della città, accampamenti e presidi, in modo da circondarla per intero. Sempre il Malvezzi procede, inoltre, elencando i partecipanti all'impresa bellica contro Brescia, annoverando tra le schiere imperiali l'allora conte di Savoia ed il fratello, il principe di Morea, entrambi coadiuvati da un grande esercito; seguono poi il delfino del Viennois ed alcuni importanti membri dell'aristocrazia romana, tra cui gli esuli Stefano Colonna ed il fratello Agapito, anch'essi al comando di un ampio esercito formato da milizie romane, toscane e romagnole. Furono presenti anche, a detta del Malvezzi, il duca d'Austria, i conti di Fiandra, i marchesi del Monferrato, i marchesi di Saluzzo, oltre che il patriarca di Aquileia ed altri eminenti personalità ecclesiastiche. A questo lungo elenco di nobili, duchi e principi, va appunto ad aggiungersi anche Valerano, fratello dello stesso imperatore.
L'imperatore Enrico, peraltro, dispose in modo che fossero costruite e preparate diverse macchine d'assedio e torri: il tutto evidentemente per abbattere velocemente sia le torri cittadine che la cerchia muraria posta a difesa di Brescia. Ordinò altresì che fosse scavata una profonda fossa tra le mura stesse e gli accampamenti delle truppe imperiali, a testimonianza del fatto che anche l'imperatore temesse le forze militari della città e volesse ridurre al minimo le perdite.

### Gli assediati bresciani
D'altro canto, i bresciani si adoperarono allo stesso modo a scavare nuovi fossati attorno alle mura, costruendo nuovi passaggi in queste ultime con anche ulteriori edifici fortificati; è sempre il Malvezzi a riportare come essi rafforzarono le difese in corrispondenza delle mura meridionali, dove allora il Garza usciva dalla città: costruirono infatti una fossa palizzata che correva prima da porta Arbuffone sino ai colli limitrofi alla città.
Fortificarono ulteriormente anche il monte Denno, oltre che occuparsi della costruzione di un fortilizio in località Sumcastello. In egual modo, verso settentrione, rafforzarono le difese di porta Pile tramite fossati più profondi e palizzate. Procedettero poi creando un avamposto fortificato in località San Floriano, dove si trovava l'omonima chiesa di assai antica fondazione; inoltre, si procedette ponendo sotto la custodia di un contingente armato la chiesa di San Pietro in Monte, oggi San Bartolomeo nel comune di Serle.
Sulla sommità dello stesso colle fu inoltre posta, in vicinanza della chiesa di Santa Maria Maddalena, un'ulteriore schiera di cavalieri. Si procedette, così facendo, a salvaguardare e tutelare le vie che avrebbero garantito alla città i mezzi materiali per sostenere l'imminente assedio: il passaggio verso la Valle Sabbia e la Riviera gardesana, infatti, offriva possibilità alla città di rifornimento ed approvvigionamento, oltre che di far pascolare il bestiame.

## L'assedio

### La presa del forte della Maddalena
L'esercito di Enrico procedette dunque dispiegando le già citate macchine da guerra, nonostante la strenua resistenza posta dai bresciani, i quali risposero colpo su colpo mediante torri e macchine di difesa; il Malvezzi procede poi narrando come i bresciani riuscissero, respingendo con forza l'esercito nemico, pure a danneggiarne gli accampamenti. L'imperatore, a quel punto, ordinò di occupare la fortezza costruita sullo stesso monte Denno (o Maddalena): il contingente armato di bresciani si scontrò duramente con quello delle forze imperiali per tutta la giornata, benché eventualmente il colle fu conquistato dai soldati di Enrico, ora posti a loro volta a presidiarne il sito.

### La morte di Tebaldo dei Brusati

#### Antefatto e contestualizzazione
La morte del Brusati, nel quadro generale dell'assedio ordito dall'imperatore, destò grande clamore e fu uno degli eventi più discussi tra tutte le vicende belliche bresciane; l'ampia fama è da imputare soprattutto all'efferatezza della morte dello stesso Brusati, in ispecie per le modalità "rabbiose" con cui l'imperatore Enrico la ordinò.
Sono infatti le cronache coeve, soprattutto quelle italiane, a fornire un ritratto dell'uomo, Tebaldo Brusato, descrivendolo generalmente in maniera negativa: la cronica del Villani riporta appunto che egli «era stato amico de lo 'mperadore» e lo descrive come «uomo di grande valore» sebbene fosse poi indicato come traditore e, per questo motivo, in procinto di essere giustiziato.
Dino Compagni, poi, scrive come Tebaldo «prima andava cattivando per Lombardia, povero, co' suoi seguaci, e da lui fu rimesso nella città, il tradì»; sempre il cronista toscano procede descrivendo la situazione precedente, ossia l'antefatto, ribadendo il tradimento del Brusati: infatti, dopo essere rientrato in città, l'imperatore chiese al bresciano alcuni cavalieri; alla luce della richiesta, il Brusati inviò soltanto i soldati «della parte di Messer Maffeo», ossia solo ghibellini. L'imperatore però, accortosi di ciò, esortò i cavalieri «nominatamente». Ignorata la chiamata, questa volta Enrico procedette minacciando «sotto termine e pena»: dunque si figurava per i guerrieri bresciani una severa punizione, qualora non si fosse rispettato quest'ultimatum. A questo punto, l'imperatore si sarebbe mosso alla volta di Brescia poiché avrebbe inteso «la loro malizia».

#### La cattura e l'esecuzione
Il cronista Malvezzi riporta gli eventi a causa dei quali il Brusati fu catturato e portato al cospetto di Enrico e della sua corte: nel mese di giugno, infatti, l'imperatore organizzò una sortita verso le alture nei pressi della città, per poterne attaccare i presidi e guadagnare tale posizione, strategicamente vantaggiosa; saputo ciò, lo stesso Tebaldo cavalcò con un piccolo gruppo di cavalieri scelti in quei luoghi e comandò che gli animali da pascolo ivi presenti fossero portati altrove, in modo che non finissero nelle mani del nemico.

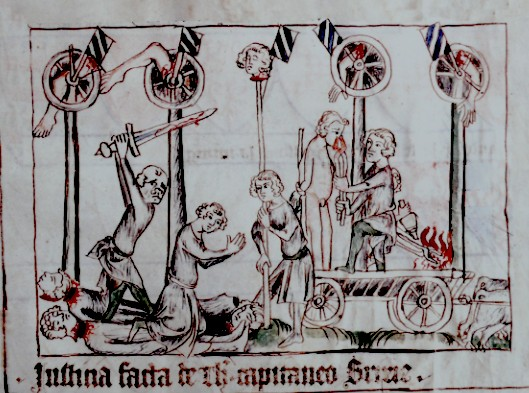
Una miniatura del Codex Balduini Trevirensis, nel quale viene con tutta probabilità raffigurata la modalità con la quale fu ucciso il Brusati

In seguito il Brusati ed i guerrieri lì presenti si scontrarono con le truppe imperiali, venendo tuttavia soverchiati e dunque quasi tutti uccisi: a detta del Malvezzi lo stesso Tebaldo, oltretutto, fu ferito gravemente alla testa; quest'ultimo finse addirittura di essere morto, nella speranza di non essere catturato. Tuttavia, una volta riconosciuto, fu portato dalle truppe tedesche a cospetto dell'imperatore. Le cronache in generale sono concordi nell'affermare che il Bursati meritasse un'adeguata punizione, proporzionale appunto alla sua colpa, sebbene il cronista Ferreti ritenesse «sed morte gravior pena ignominiosusque moriendi modus», e cioè che le modalità d'esecuzione della sua uccisione fossero ben più severe e feroci della medesima colpa iniziale; in seguito, sono molte le fonti che tramandano l'esecuzione del Brusati, in entrambi i casi piuttosto cruenta ed efferata. Lo stesso e già citato Ferreti, tra i tanti, riporta che:
(Historia Ferreti, I, pp. 337-338)
Il Cermenate, invece, riporta nella propria cronaca e secondo la propria versione che:
(Historia Iohannis de Cermenate cit., p. 82.)

### La morte di Valerano di Lussemburgo

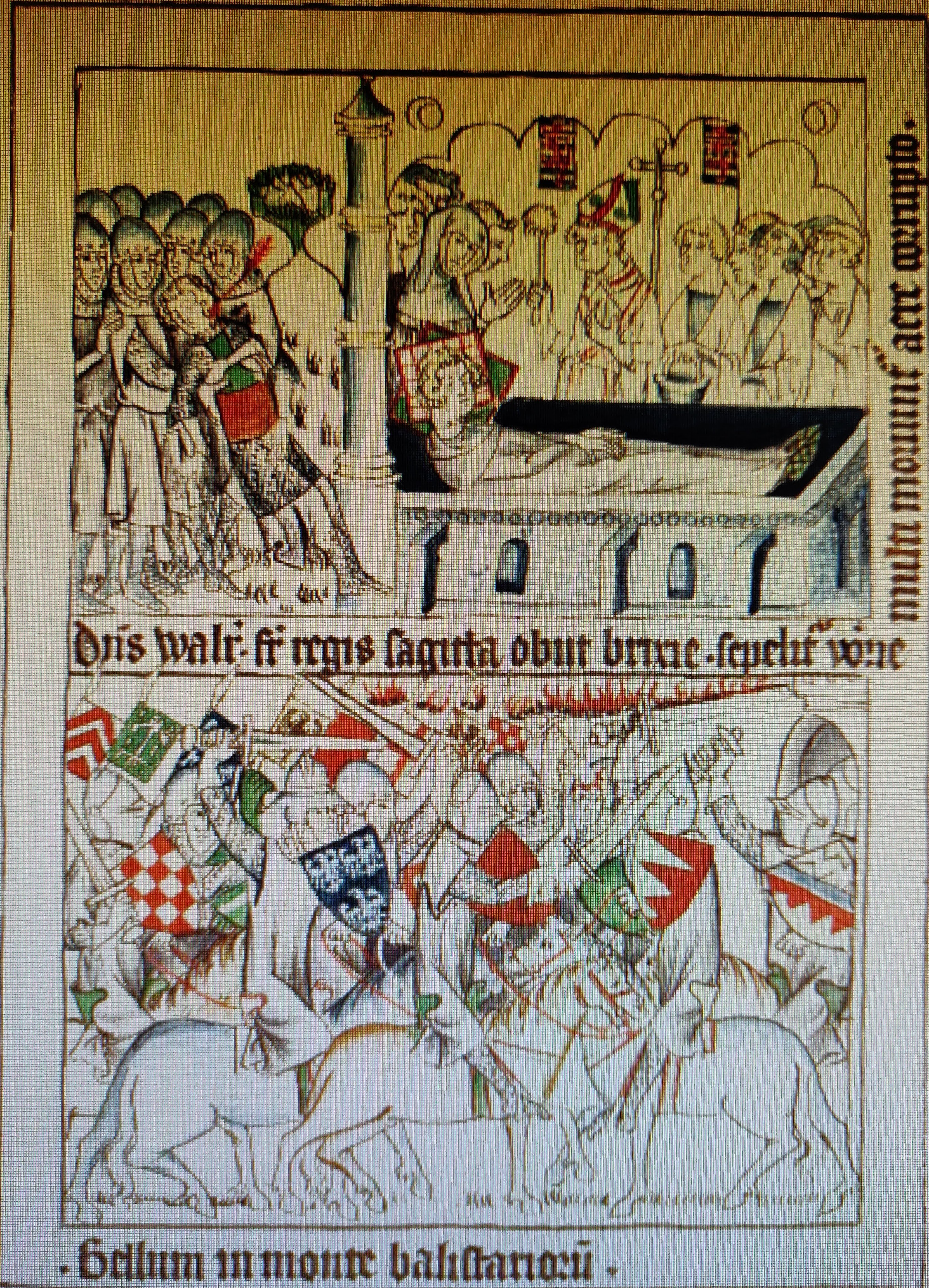
Una miniatura che raffigura la sepoltura, a Verona, di Valerano

La morte del principe Valerano, come già detto, viene descritta dalle cronache boeme con dovizia di particolari: nel caso del Chronicon Aulae Regiae, infatti, viene detto come la morte accorsa debba essere imputata alla sua stessa imprudenza dimostrata in battaglia; quest'ultima sarebbe perciò imputabile ad una «animositas» del principe, derivante a sua volta dal desiderio di combattere e distinguersi durante gli scontri.
La cronaca prosegue narrando come il fratello dell'imperatore si fosse spinto in battaglia «prope urbis fossatum incaute suum fixerat tentorium»; si era dunque avvicinato, incautamente, alle mura e ai fossati della città bresciana: tale scelta si sarebbe rivelata in seguito fatale. Infatti, in un giorno imprecisato delle vicende, mentre sostava vicino alla propria tenda, fu colpito mortalmente da una freccia nemica alla gola, in data 27 luglio. Scagliata forse dalle mura della città, i Bresciani, osservando la morte quasi istantanea del principe, «[...] de Brixia super muros deridentes responderunt opprobria multa». Il corpo del principe fu in seguito trasportato a Verona da Alboino della Scala e sepolto con tutti gli onori del caso nella basilica di Santa Anastasia.
In ogni caso anche il cronista Tolomeo da Lucca, nella sua Historia Ecclesiastica Nova, mostra di essere a conoscenza di più versioni della morte di Valerano: il capitolo in cui le già citate vicende sono narrate, infatti, è chiamato «De morte fratris regis Alamannie, de qua sunt opiniones diverse»; in ogni caso, anche per quanto riguarda la cronaca del Malvezzi ci si limita alla mera annotazione della morte del principe, senza aggiungere dettagli o ulteriori informazioni.

### L'ira di Enrico e la conclusione dell'assedio
A seguito della morte del Brusati, le opinioni dei cronisti dell'epoca si spaccano circa la reazione del popolo bresciano, tant'è vero che, secondo il Villani, «il podere de' Bresciani molto affiebolìo; ma però que' d'entro non lasciarono la defensione della città». In ogni caso, lo stesso Villani non riporta ulteriori elementi per ricostruire l'umore dei bresciani a seguito di una così efferata e crudele esecuzione; ancora una volta, la cronaca del Ferreti si presta ad una lettura degli eventi più completa, riportando che gli stessi assediati bresciani vollero, a seguito dell'uccisione del Brusati, attuare una vendetta nei confronti della parte imperiale, commisurata perciò al torto subito: furono dunque presi dei soldati imperiali, fatti prigionieri e catturati durante gli scontri precedenti, e furono impiccati sulle mura della città, in modo che potessero essere veduti sin dal campo imperiale. Ciò portò ad un inevitabile risentimento da ambo gli schieramenti in campo, con una conseguente maggiore ferocia negli stessi scontri campali.

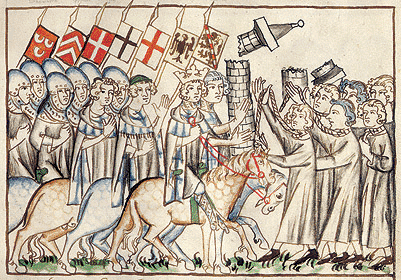
La miniatura del Codex Baludensis nella quale è raffigurato l'ingresso dell'imperatore Enrico nella città di Brescia, dopo averne demolito le mura e le torri

A questo punto della vicenda, il cronista Malvezzi riporta che, in data 5 settembre, lo stesso cardinale Luca Fieschi con l'allora patriarca di Aquileia fu inviato presso l'imperatore per trattare eventuali condizioni di pace. Questi ultimi, inoltre, entrarono anche a Brescia, attraverso la porta di S. Giovanni, per trattare presso le autorità cittadine una resa all'imperatore da parte bresciana.
L'assedio della città terminò, infine, il 18 settembre 1311, quando:
(Ibidem)
Si proseguì dunque, in data 1º ottobre, con l'emettere la sentenza di condanna ai danni della città di Brescia: oltre all'abolizione dei privilegi e degli statuti cittadini, e a una multa o di 60 000 0 70 000 fiorini, si legge inoltre nelle fonti che «rex civitatis muros et portas funditus destruere, et fossata planitiei terrae praecepit adaequare», per cui «per fossata planata, non per portas, intravit». Furono cioè fatte radere al suolo le mura cittadine e fatti colmare i fossati, anche sulla scorta di un generale assenso delle fonti: tutte riportano, infatti, seppur con lievi scostamenti di terminologie, la distruzione delle mura di Brescia e l'ingresso in città di Enrico. Anche nelle fonti italiane e straniere, appunto, ciò è ampiamente riportato dai cronisti del tempo; per esempio, viene detto che «fece disfare tutte le mura e le fortezze», oppure più semplicemente che «fece disfare le mura», che «rex autem demolita porta et parte muri ingressus est ultra murum»; o ancora, «et si fist abatre les murs de la cité et les forteresces et par especial les portes de la cité, qui estoient mult nobles, et si fist emplir tout les fosseés en telle maniere que les murs et les fossés estoient tout a egal».

## Leggende circa l'assedio

### Presunto cannibalismo
Circa l'assedio, così come gli eventi occorsi nei quattro lunghi mesi del suo svolgimento, sono sorte nel tempo numerose leggende: in particolare, al riguardo, spiccano due episodi contenuti nella cosiddetta Cronaca Varignana, i quali descriverebbero casi di antropofagia. Il primo, nella fattispecie, è riferito alla difesa dei soldati bresciani, i quali, grazie all'uso di balestre e armi da lancio, riuscirono peraltro a mettere in seria difficoltà l'esercito imperiale; nel corso del medesimo assedio essi «ogne dì ussivano fuora alla bataglia» e «quanti prendevano de l'exercito de l'imperadore tuti li arustivano e mangiavano».
Il secondo episodio, invece, riguarderebbe quanto fatto dai bresciani per vendicare l'uccisione del Brusato: essi, infatti, avrebbero catturato un nipote dell'imperatore proprio pochi giorni dopo la morte del cavaliere bresciano e, in seguito, si sarebbero vendicati sul medesimo parente di Enrico, tanto che questi «fuo preso e menato dentro da Bressa et ive fuo arostito e mangiato dalli Bressani». In tal proposito, lo stesso cronista Malvezzi, nel corso della sua opera, riporta una versione diversa di presunto cannibalismo: egli, infatti, afferma che nelle già menzionate sortite compiute dai bresciani furono sì catturati alcuni soldati imperiali, ma anche uno dei fratelli dell'imperatore, tale Giovanni Spagnolo. Sempre secondo quanto dice il cronista, a quest'ultimo e agli altri prigionieri furono tagliati piedi, mani, naso e orecchie. Dopodiché sarebbero stati tutti decapitati e appesi sulle mura cittadine, in piena vista dell'imperatore. Non soddisfatti, i bresciani avrebbero poi fatto a pezzi il corpo del fratello dell'imperatore e, estratte le viscere dal corpo, ne arrostirono il fegato per poi mangiarlo.
In ogni caso, circa la veridicità di questi presunti casi di cannibalismo, si può dire con abbastanza sicurezza che essi siano sostanzialmente falsi. A tal proposito, infatti, è bene notare che sia la Cronaca Variganana che la testimonianza del Malvezzi sono, da un punto di vista cronologico, ben posteriori agli eventi che si propongono di trattare, e che anzi in più punti si dimostrano imprecise circa gli eventi narrati o, addirittura, quasi del tutto inaffidabili.

### Il Mostasù dèle Cosére

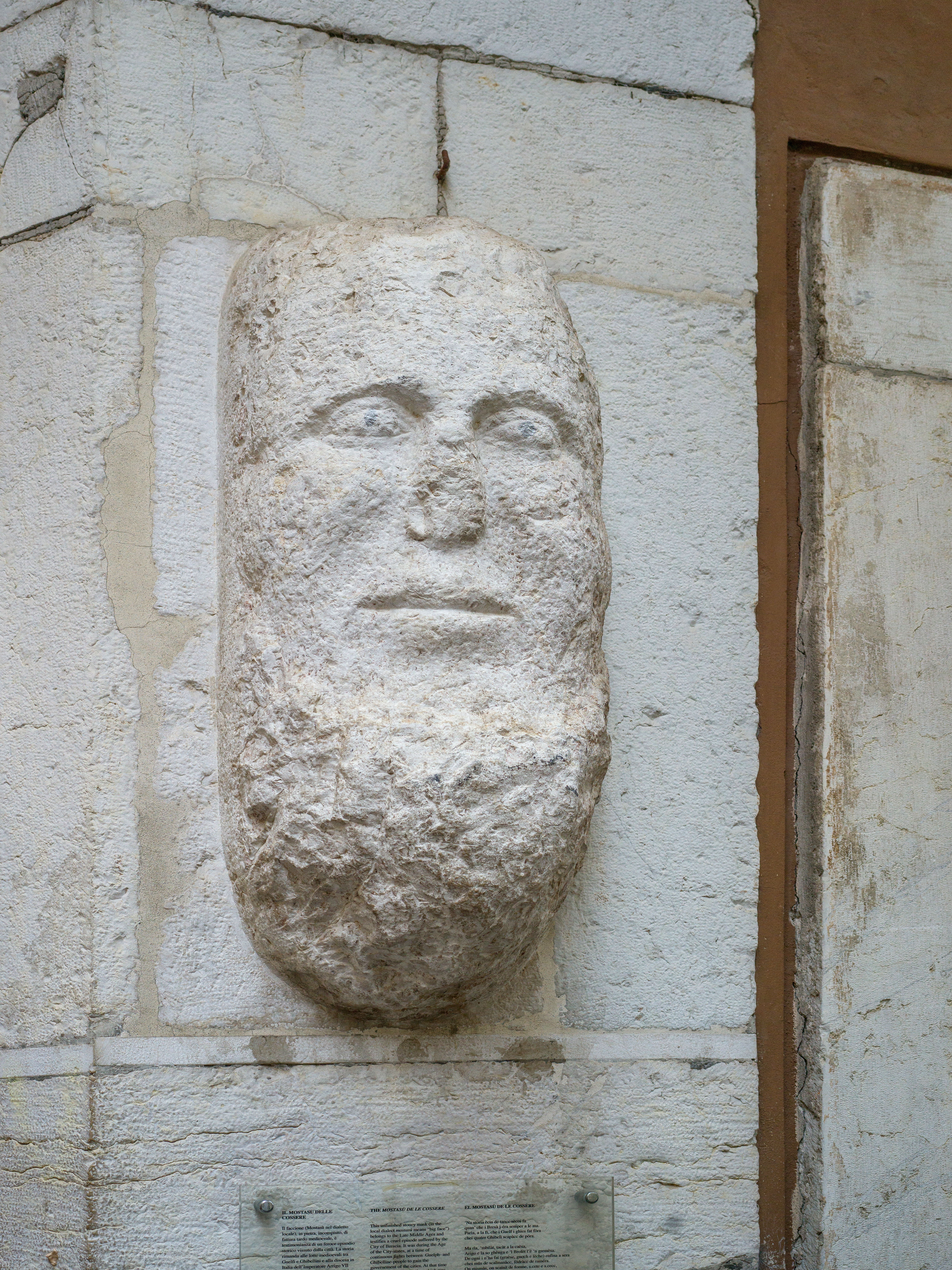
Il cosiddetto Mostasù dèle Cosére, situato nell'omonima contrada

A Brescia si trova, tra contrada delle Cossere e corso Goffredo Mameli, un mascherone in pietra e marmo chiamato appunto "Mostasù dèle Cosére"; di autore e datazione ignota, questa statua parlante ha raccolto attorno a sé, con il passare dei secoli, svariate leggende: una di queste vorrebbe che, proprio a causa dell'instancabile vigore dei bresciani nel resistere al suo assedio, l'imperatore Enrico, furibondo, avesse giurato di voler tagliare il naso a tutti i bresciani, come anche testimoniato dalla cronaca quattrocentesca del Malvezzi. Una volta fatto il suo ingresso in città, tuttavia, non avrebbe trovato alcuno sulla sua via verso il Broletto da porta S. Giovanni, e si sarebbe dunque sfogato mozzando il naso a tutte le statue presenti a Brescia: tra queste, appunto, vi sarebbe stata anche il Mostasù. Tale versione della leggenda è già menzionata dal medesimo Malvezzi, dunque presente nell'immaginario popolare sin dal Quattrocento.
Una variante della leggenda vorrebbe, invece, che l'imperatore volesse far uccidere tutti i figli maschi della città: l'ira del sovrano fu placata solamente dall'intervento del cardinale Luca Fieschi, che barattò la vita dei giovani bresciani con un grosso riscatto pagato in denaro e, appunto, il taglio del naso di tutte le statue della città.